# 缺顶杜鹃
缺顶杜鹃（学名：Rhododendron emarginatum），为杜鹃花科杜鹃花属下的一个种。

## 变种
毛果缺顶杜鹃（学名：Rhododendron emarginatum var. eriocarpum）为杜鹃花科杜鹃花属下的一个变种。

## 扩展阅读
維基物種上的相關：缺顶杜鹃